# Boldești-Grădiștea (gmina)
Boldești-Grădiștea – gmina w Rumunii, w okręgu Prahova. Obejmuje miejscowości Boldești i Grădiștea. W 2011 roku liczyła 1817 mieszkańców.